# Russendisko (Film)
Russendisko ist eine deutsche Filmkomödie des Regisseurs Oliver Ziegenbalg aus dem Jahr 2012 mit Matthias Schweighöfer, Friedrich Mücke und Christian Friedel in den Hauptrollen. Sie handelt von drei jungen Russen Wladimir, Mischa und Andrej, die nach der Wende im Sommer 1990 beschließen, von der Sowjetunion nach Deutschland auszuwandern.

## Handlung
Wladimir, Mischa und Andrej kommen im Sommer 1990 als Russen jüdischer Abstammung nach Berlin. Mischa erhält eine Aufenthaltsgenehmigung für nur drei Monate, da er, anders als die anderen beiden, gar nicht aus einer jüdischen Familie stammt. Ihre erste Anlaufstelle ist das Ausländerwohnheim in Marzahn. Mit dem Verkauf von Dosenbier verdienen sie sich ihr erstes Geld. In einem Laien-Tanztheater sieht Wladimir die hübsche Olga und ist fasziniert von ihr.
Andrej baut den mobilen Verkauf von Spirituosen kontinuierlich aus. Währenddessen versuchen sich Wladimir und Mischa als Straßenmusiker. Bei einem Auftritt in einer kleinen Bar treffen die drei Freunde auf Olga und ihre Freundinnen, sie verbringen den Tag miteinander und Wladimir flirtet mit Olga. Sie blockt jedoch seine Annäherungsversuche ab, da sie zurück nach Moskau gehen wird.
Als die drei Monate seines Visums ausgelaufen sind, soll Mischa von der Polizei im Wohnheim abgeholt werden. Die drei Freunde können jedoch fliehen. Um der Polizei zu entgehen, hausen sie im Auto, bevor sie mithilfe von Olga Unterschlupf in einer Wohnung finden. Währenddessen kommen sich Wladimir und Olga endlich näher. Auch Mischa und Hanna, eine Freundin von Olga, kommen sich näher und beschließen zu heiraten. Mischa bekommt jedoch ein schlechtes Gewissen und erzählt Hanna, dass sein Visum ausgelaufen ist, er nur durch eine Heirat mit einer Deutschen bleiben darf und Hanna gar nicht liebt. Da Wladimir von dem Plan mit der Hochzeit  gewusst hat, ist Olga von ihm enttäuscht und verlässt ihn, was zu Streit zwischen den drei Freunden führt.
Um die Ausweisung von Mischa zu verhindern, versuchen Wladimir und Andrej, einen Juden aus ihm zu machen. Der Rabbi, der das notwendige Zeugnis ausstellen soll, lässt sich nicht täuschen. Da er aber einen Orgelspieler für seine Gemeinde sucht und Mischa Orgel spielen kann, stellt er ihm die notwendige Bescheinigung aus. Olga kann Wladimir lange Zeit nicht verzeihen, erst als er ihr seine Liebe übers Radio gesteht, kehrt sie zu ihm zurück.
Eines Tages entdeckt Wladimir in der Kneipe an der Ecke die verlassenen Gesellschaftsräume. Die drei Freunde beschließen, darin eine russische Disko zu veranstalten, die ein voller Erfolg wird.

## Hintergrund
Der Film basiert auf dem gleichnamigen Roman von Wladimir Kaminer aus dem Jahr 2000 und dem Drehbuch von Oliver Ziegenbalg. Da der ursprüngliche Regisseur Oliver Schmitz das Projekt nach fünf Drehtagen verließ, sprang Ziegenbalg auch als Regisseur ein.
Die Dreharbeiten zum Film fanden im Studio Babelsberg in Potsdam statt. Unter anderem wurde die dortige sogenannte „Berliner Straße“ benutzt. Die Animationsszenen wurden von Trickfilmmacherin Alla Churikova in München gezeichnet.
Schriftsteller Wladimir Kaminer selbst hat in dem Film kurze Gastauftritte als Radio-Doktor und Lieferant von bunten Mauer-Bruchstücken.

## Veröffentlichung
Der Kinostart in Deutschland war am 29. März 2012, am ersten Wochenende wurden etwa 150.000 Zuschauer erreicht. Mit 653.745 Besuchern bis Jahresende platzierte sich die Komödie auf Platz neun der meistgesehenen deutschen Kinoproduktionen des Jahres 2012.

## Kritiken
Kritiker Gregor Quack schrieb in der Frankfurter Allgemeinen Zeitung: „Liebe, Lebenskunst und Alkohol: Die Verfilmung von Wladimir Kaminers autobiographischem Roman Russendisko ist gelungen. Vor allem überzeugt der authentische Soundtrack.“ Sein Kollege Bert Rebhandl bezeichnete den Film wiederum als „Blamage auf der ganzen Linie“, während die Deutsche Film- und Medienbewertung (FBW) das Prädikat „besonders wertvoll“ vergab.
Das Lexikon des internationalen Films meinte: „Sehr frei an Wladimir Kaminers Kurzgeschichten-Band Russendisko orientiert, bietet der Film nur noch Bruchstücke von Kaminers ironischen Schlaglichtern aus dem Berlin kurz nach der Wende und erzählt ohne Schwung und Esprit eine eher schlichte Buddy-Geschichte um osteuropäische Freunde und ihre Abenteuer im ‚Westen‘.“
Die Fernsehzeitschrift Prisma meinte: „Nach dem Bestseller von Wladimir Kaminer taucht Regisseur und Drehbuchautor Oliver Ziegenbalg ins Berlin nach dem Mauerfall ein. Doch was recht frisch und frech geschrieben ist, wirkt in der Filmversion fade und aufgesetzt. Berlin im Umbruch will sich hier ebensowenig vermitteln wie das abenteuerliche Dasein der drei Freunde.“